# Pietro Nascimbene
Pietro Nascimbene (Montalto Pavese, Llombardia, 2 de febrer de 1930) és un ciclista italià, ja retirat, que fou professional entre 1953 i 1959. Les seves principals victòries com a professional foren una etapa al Giro d'Itàlia de 1956 i una altra a la París-Niça de 1958.

## Palmarès
- 1953
  - 1r al Giro d'Umbria i vencedor d'una etapa
- 1954
  - Vencedor de 2 etapes de la Volta a Bèlgica independents
- 1955
  - Vencedor d'una etapa de la Volta a Astúries
  - Vencedor d'una etapa de la Volta al Marroc
- 1956
  - Vencedor d'una etapa del Giro d'Itàlia
- 1958
  - Vencedor d'una etapa de la París-Niça

### Resultats al Giro d'Itàlia
- 1955. 70è de la classificació general
- 1956. 33è de la classificació general
- 1957. 60è de la classificació general
- 1959. Abandona

### Resultats al Tour de França
- 1958. 34è de la classificació general

### Resultats a la Volta a Espanya
- 1959. Abandona